# 里德爾 (愛達荷州)
里德爾（英語：Riddle）是位於美國愛達荷州奧懷希縣的一個非建制地區。該地的面積和人口皆未知。

## 地理
里德爾的座標為42°11′13″N 116°06′37″W / 42.18694°N 116.11028°W，而該地的平均海拔高度為1636米（即5367英尺）。